# Лёхер, Франц фон
Франц фон Лёхер (нем. Franz von Löher; 15 октября 1818, Падеборн, Вестфалия — 1 марта 1892, Мюнхен) — немецкий архивист, юрист, историк права, политик и писатель-путешественник.

## Биография
Франц фон Лёхер родился 15 октября 1818 года, получил своё первое образование в гимназии в родном городе и, блестяще сдав экзамен на аттестат зрелости, в начале зимнего семестра 1837/38 года поступил в университет Галле, где изучал право, историю, естествознание и искусство. В университете Галле слушал лекции выдающихся ученых: историка Генриха Лео, богослова Фридриха Августа Готтреу, а также известного юриста Витте. В 1839 г. Франц фон Лёхер переехал во Фрайбург, где продолжил обучение во Фрайбургском университете имени Альберта и Людвига. В это время он совершал длительные пешие походы по лесам Шварцвальда. Затем он совершил пешее путешествие через южную Францию и северную Италию в Мюнхен. В 1841 году он сдал теоретический юридический экзамен в Берлинском апелляционном суде, на звание юриста, затем работал в Падерборне юридическим консультантом. В 1845 г. с успехом сдал второй экзамен и был назначен юристом-стажером в Высший земельный суд Падерборна. В это время он проявляет интерес к новым течениям философских и политических идей, которые стали популярны в Европе в период с 1840 по 1848 год. Фон Лёхер писал много юридических и политических эссе, в частности, серию анонимных критических статей в газете «Kölnische Zeitung» в 1844—1845 годах. В 1845 г. опубликовал работу «Князья и города во времена Гогенштауфенов» (Галле). В начале 1846 опубликовал книгу «Государственное положение Германии в конце средних веков». Молодой юрист-стажер не был готов навсегда связать себя с государственной службой, он хотел утолить свою жажду знаний и посмотреть мир, и ему удалось получить внеочередной длительный отпуск.
Франц фон Лёхер отправился в Англию, где изучал жизнь, деятельность, язык людей в Лондоне, а затем путешествовал пешком по горам Северного Уэльса. После пребывания в Англии на паруснике «Южная Каролина» он отправился в Нью-Йорк. В Америке Франц фон Лёхер верхом на лошади, пешком и на лодке пересек Канаду и Соединенные Штаты Америки с востока на запад, с юга на север до района Виннебагос в верховьях Миссури. Конец его путешествия по Соединённым Штатам застал его в Цинциннати, где он оставался в течение семи месяцев. Здесь он провел несколько публичных лекций на тему «Значение немецкого народа в мировой истории». Позже он собрал тексты этих лекций воедино и опубликовал их под названием «Geschichte und Zustände der Deutschen in Amerika» («История и положение немцев в Америке; Cincinnati, 1848). Поскольку это был первый случай, когда книга по такой тематике появилась в США, она сделала имя автора очень популярным. Один эпизод из книги также является возможным источником легенды Мюленберга о том, что немецкий язык почти стал официальным языком Соединённых Штатов. Вернулся в Германию 2 октября 1847 года.
По возвращении в Германию фон Лёхер принял активное участие в политическом восстании 1848 года. Он основал газету „Westphälische Zeitung“ и был заключен правительством в тюрьму за политическую агитацию, но вскоре был оправдан судом. В 1849 году он стал асессором апелляционного суда в Падерборне. Неоднократно избирался жителями Падеборна мэром города, но правительство отказалось утвердить его назначение.
В 1852 г. опубликовал свой главный юридический труд: „Система прусского земельного права в германском праве и философских отношениях“. Вскоре Фрибургский университет присвоил ему звание доктора права. В этом качестве он проходил хабилитацию в университета Гёттингена, где прочитал курс лекций по прусскому земельному праву. Во время преподавательской работы фон Лёхер написал эпическую поэму „Генерал Спорк“ (1855). В то же время (1854—1858) он написал три тома американских путевых зарисовок под названием „Земля и люди в Старом и Новом Свете“, которые укрепили его репутацию писателя в Германии и за рубежом.
1855 год стал переломным в его жизни, король Баварии Максимилиан II Иосиф пригласил его в качестве литературного секретаря. Франц фон Лёхер принял предложение и переехал в Мюнхен. По протекции короля он назначен почетным профессором Мюнхенского университета, с правом чтения лекций по юридическим дисциплинам. В 1859 г. он был назначен ординарным профессором региональных и этнологических исследований, а также общей истории литературы». Он считался фаворитом короля и его жены Марии. Он всегда сопровождал королевскую чету на официальных приемах, при их выездах в имения, на охоте, часто проводил время в личных беседах с королем. В 1857 году, он был избран действительным членом Баварской академии наук. Его речь при торжественном избрании была посвящена внешней и внутренней политике короля Генриха I. Новый король Баварии сын Максимилиана II, Людвиг II, также ценил всё сделанное Францем фон Лёхером для Баварии.
В 1864 г. новый король Людвиг II назначил фон Лёхера директором Королевского архива Баварии. Новый директор, Франц фон Лёхер оставил большой след в истории архивного дела Баварии и Германии в целом. Свою работу в архиве он начал с «кадровой чистки», во время которой из архива было уволено большое число не имеющих соответствующей квалификации сотрудников. Взамен уволенных сотрудников новый директор пригласил молодых людей с университетским образованием, которые также проходили дополнительное обучение в архивной школе, созданной и возглавляемой им самим. Фон Лёхер уделял большое внимание совершенствованию вопросов комплектования, хранения и описания королевского архива и других архивов Баварии. Он совершил настоящую революцию в архивном деле Баварии, открыв архивы для исследователей. Если раньше архивы были лишь одним из приводных ремней государственной машины, то Франц фон Лёхер превратил их в настоящие лаборатории истории.
Его усилия были высоко оценены королем. 6 января 1866 года он был награждён Рыцарским крестом ордена «За заслуги перед Баварской короной» и вместе с ним своим личным дворянством. В 1876 г. Франц фон Лёхер основал и стал главным редактором первого баварского архивного журнала — «Архивный журнал». Журнал привлек большое внимание ученых и общественности, привлек их к проблемам архивного дела. В результате использование архивов и архивных документов возросло до небывалых размеров.
Франц фон Лёхер также совершил путешествие по России, результатом которого стала книга «Становление и мечты России», изданная в 1881 г. Он был избран почётным членом Санкт-Петербургской академии наук.
Скончался Франц фон Лёхер в Мюнхене 1 марта 1892 года.

## Избранные труды
- Löher, Franz von. Geschichte und Zustände der Deutschen in Amerika. — Leipzig: Eggers und Wulkop; K.F. Köhler, 1847.
- Löher, Franz von. System des preußischen Landrechts in deutschrechtlicher und philosophischer Beziehung, 1852, 287 S.
- Löher, Franz von. Aussichten für gebildete Deutsche in Amerika, 1853
- Löher, Franz von. Land und Leute in der alten und neuen Welt. Vol 1-3, 1857—1858
- Löher, Franz von. Aus Natur und Geschichte von Elsass — Lothringen, 1871
- Löher, Franz von. Die Insel Thasos, 1875
- Löher, Franz von. Nach den Glücklichen Inseln, 1876
- Löher, Franz von. Cypern, 1878
- Löher, Franz von. Russlands Werden und Wollen. Buch 1 / von Franz v. Löher. — München: Ackermann, 1881. — IV, 203 с.
- Löher, Franz von. Archivlehre : Grundzüge der Geschichte, Aufgaben und Einrichtung unserer Archive / von Franz von Löher. — Paderborn : Schöningh, 1890. — XII, 490 с.
- Löher, Franz von. Das Kanarierbuch: Geschichte u. Gesittung der Germanen auf den Kanarischen Inseln / von Franz von Löher. — München : Schweitzer, 1895. — 603 с.